# Незвичайна орхідея
«Незвича́йна орхіде́я» або «Ди́вна орхіде́я» (англ. The Flowering of the Strange Orchid — Цвітіння незвичайної орхідеї) — оповідання Герберта Веллса, вперше опубліковане 1894 року в Pall Mall Budget.

## Сюжет
Вінтер Веддерберн міркує про те, що його спокійне життя через відсутність особливих проблем нудне. Він має захоплення, колекціонує рідкісні орхідеї. Одного разу Веддерберн вирушає в Лондон на аукціон, де збираються продавати нову партію орхідей, привезених з Індії та Андаманських островів, і повертається звідти з покупкою. Одне з привезених кореневищ, невизначене за зовнішніми ознаками, може виявитися зовсім новим, не відомим до цього видом або навіть родом цих рослин. Економці Веддерберна, його далекій родичці, якій він показав покупки, не сподобалась потворна форма цього кореневища.
Веддерберн заперечує, що «не можна про такі рослини судити, поки вони у сухому стані. З кожної може вийти дуже гарна орхідея». При цьому він принагідно розповідає, що «мисливця за орхідеями» Беттена, який знайшов цю орхідею, виявили мертвим у мангровому болоті. Рослину ж знайшли під його тілом.
Вірячи, що з кореневища виросте гарна квітка, Веддерберн турбується про рослину. Нарешті нова орхідея зацвітає пишними білими квітами з п'янким ароматом, запашним і нудотно-солодким. Веддерберн, побачивши це, відразу розуміє, що це орхідея нового, досі невідомого виду. Але п'янкий аромат стає нестерпним, і він непритомніє.
Економка в цей час чекає на нього до столу, але Веддерберн не з'являється. Вона йде шукати його в оранжерею і бачить, що Веддерберн лежить горілиць під тією самою орхідеєю. Коріння орхідеї, переплетене в клубок сірих джгутів і туго натягнуте, впивається в його шию, підборіддя та руки. Жінка кидається до Веддерберна і намагається вирвати його шию з коріння орхідеї. З обламаних при цьому відростків капає червоний сік. Раптом їй самій стає погано від п'янкого запаху, і вона тікає з оранжереї.
Її осяває щаслива думка: вона бере квітковий горщик і розбиває ним шибки в оранжереї, щоб туди зайшло свіже повітря. Знову зайшовши в оранжерею, вона витягає на свіже повітря Веддерберна разом з орхідеєю, що причепилася до нього. Один за одним вона відриває всі корені рослини. Веддерберн мертвенно блідий, з безлічі круглих ранок на його шиї сочиться кров. Однак він все ж таки приходить до тями, не розуміючи що сталося. Викликають лікаря. Веддерберн втратив багато крові, але небезпеки для життя немає, він поступово видужує.

## Екранізація
The Flowering of the Strange Orchid — епізод серіалу Spine Chillers, перший сезон, епізод 17, 1980 рік.